# آسیاب زیرزمینی
آسیاب زیرزمینی مربوط به دوره قاجار است و در شهرستان تیران و کرون، بخش مرکزی، شهر تیران، بلوار معلم، در کنار جوی شاه و ضلع جنوبی خیابان توحید واقع شده و این اثر در تاریخ ۱۵ دی ۱۳۸۷ با شمارهٔ ثبت ۲۴۰۲۹ به‌عنوان یکی از آثار ملی ایران به ثبت رسیده‌است.